# Chiesa di Santa Maria Maddalena (Bologna)
La chiesa di Santa Maria Maddalena è un edificio di culto cattolico situato in via Zamboni, nel centro di Bologna. La chiesa è sede dell'omonima parrocchia del vicariato di Bologna Centro dell'arcidiocesi di Bologna.

## Storia
Costruita probabilmente nel XI secolo, nel 1291 fu affidata alle monache domenicane di Santa Caterina di Quarto. Nel 1564 fu realizzato il portico antistante la facciata e successivamente vennero fatti ulteriori ampliamenti. Nel 1668 le suore furono trasferite. La chiesa di Santa Maria Maddalena fu interessata da una serie di lavori, iniziati nel 1758 e diretti dall'architetto Alfonso Torreggiani, che comportarono un completo rifacimento dell'edificio, riaperto al culto solamente nel 1763. Nel 1835 successivo subì un ultimo importante restauro diretto da Vincenzo Vannini.

## Descrizione
L'interno, a navata unica divisa in tre campate con cappelle laterali comunicanti, è caratterizzato dall'impiego dell'ordine corinzio. Un arco trionfale, impostato su due colonne libere, inquadra la cappella maggiore; lo stesso motivo si ripete sulla controfacciata. Il sistema di copertura della navata e dell'area presbiteriale è decorato da affreschi del XX secolo.
Sul campanile, a pianta rettangolare, è issato un "doppio" di 4 campane della fonderia Donato Bastanzetti di Arezzo.

## Opere d'arte

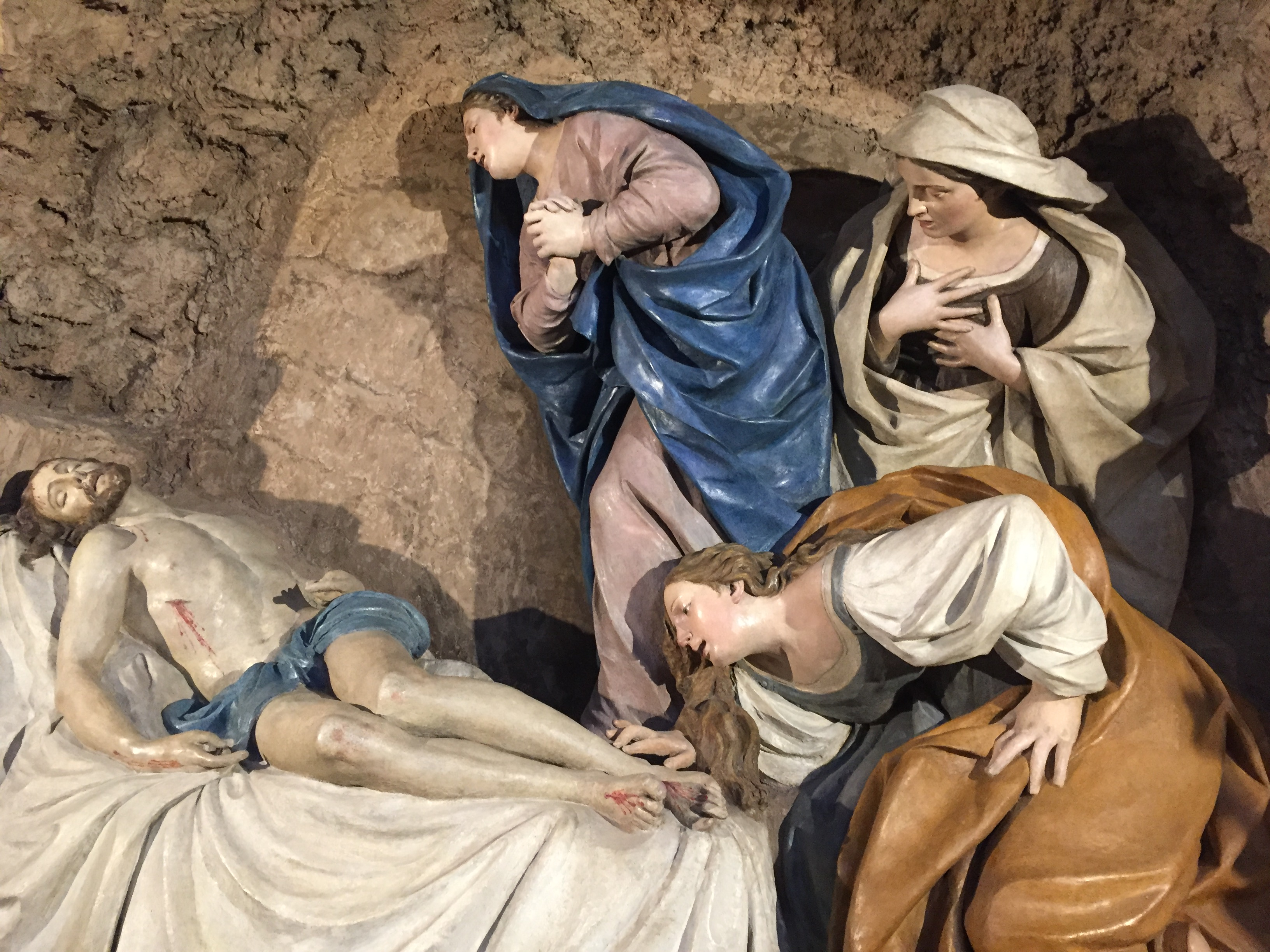
Giuseppe Maria Mazza, Compianto su Cristo Morto

Nella chiesa sono conservate molte opere d'arte:
- Compianto su Cristo Morto in terracotta policroma, opera del 1681 di Giuseppe Maria Mazza nella seconda cappella a sinistra
- Madonna delle Febbri attribuita a Lippo di Dalmasio  nella prima cappella di destra
- Immacolata Concezione, opera lignea policroma di Angelo Piò nella terza cappella di destra
- La conversione di Santa Maria Maddalena realizzata nel 1580 dal pittore Francesco Cavazzoni, sull'altare maggiore
- la volta della navata fu decorata da Giovanni Battista Baldi ornatista e da Virginio Monti figurista nel 1895
- gli affreschi del catino della cupola e dell'abside furono eseguiti nel 1905 da Domenico Ferri figurista in collaborazione con l'ornatista Antonio Mosca (1870-1951)[3]